# 小行星4598
小行星4598（4598 Coradini）是一颗绕太阳运转的小行星，为主小行星带小行星。该小行星于1985年8月15日发现。

## 轨道参数
小行星4598的轨道半长轴为2.9997338 UA，离心率为0.105。